# Formule 1 in 1976
Het Formule 1-seizoen 1976 was het 27ste FIA Formula One World Championship seizoen. Het begon op 25 januari en eindigde op 24 oktober na zestien races.
James Hunt werd wereldkampioen met één punt voorsprong op Niki Lauda.
Lauda had een zware crash op de Nürburgring, waar hij miraculeus van herstelde.

## Kalender
| GP nr. | Ronde | Grand Prix                      | Circuit                        | Plaats                     | Datum        |
| ------ | ----- | ------------------------------- | ------------------------------ | -------------------------- | ------------ |
| 265    | 1     | GP van Brazilië                 | Interlagos                     | São Paulo                  | 25 januari   |
| 266    | 2     | GP van Zuid-Afrika              | Kyalami Grand Prix Circuit     | Midrand                    | 6 maart      |
| 267    | 3     | GP van de Verenigde Staten West | Long Beach GP Circuit          | Long Beach (Californië)    | 28 maart     |
| 268    | 4     | GP van Spanje                   | Circuito Permanente del Jarama | San Sebastián de los Reyes | 2 mei        |
| 269    | 5     | GP van België                   | Circuit Zolder                 | Heusden-Zolder             | 16 mei       |
| 270    | 6     | GP van Monaco                   | Circuit de Monaco              | Monte Carlo                | 30 mei       |
| 271    | 7     | GP van Zweden                   | Scandinavian Raceway           | Anderstorp                 | 13 juni      |
| 272    | 8     | GP van Frankrijk                | Circuit Paul Ricard            | Le Castellet               | 4 juli       |
| 273    | 9     | GP van Groot-Brittannië         | Brands Hatch                   | West Kingsdown             | 18 juli      |
| 274    | 10    | GP van Duitsland                | Nürburgring Nordschleife       | Nürburg                    | 1 augustus   |
| 275    | 11    | GP van Oostenrijk               | Österreichring                 | Spielberg                  | 15 augustus  |
| 276    | 12    | GP van Nederland                | Circuit Park Zandvoort         | Zandvoort                  | 29 augustus  |
| 277    | 13    | GP van Italië                   | Autodromo Nazionale Monza      | Monza                      | 12 september |
| 278    | 14    | GP van Canada                   | Mosport Park                   | Bowmanville (Ontario)      | 3 oktober    |
| 279    | 15    | GP van de Verenigde Staten      | Watkins Glen International     | Watkins Glen (New York)    | 10 oktober   |
| 280    | 16    | GP van Japan                    | Fuji Speedway                  | Oyama                      | 24 oktober   |

### Afgelast
De Grand Prix van Argentinië ging niet door door politieke onrust in het land en de installatie van de militaire junta aldaar.
| Ronde | Grand Prix        | Circuit                                                                     | Plaats       | Originele datum |
| ----- | ----------------- | --------------------------------------------------------------------------- | ------------ | --------------- |
| 1     | GP van Argentinië | Autódromo Municipal del Parque Almirante Brown de la Ciudad de Buenos Aires | Buenos Aires | 11 januari      |

## Resultaten en klassement

### Grands Prix
| Ronde | Grand Prix                      | Poleposition    | Snelste ronde      | Winnende coureur | Winnende constructeur | Banden | Verslag |
| ----- | ------------------------------- | --------------- | ------------------ | ---------------- | --------------------- | ------ | ------- |
| 1     | GP van Brazilië                 | James Hunt      | Jean-Pierre Jarier | Niki Lauda       | Ferrari               | G      | Verslag |
| 2     | GP van Zuid-Afrika              | James Hunt      | Niki Lauda         | Niki Lauda       | Ferrari               | G      | Verslag |
| 3     | GP van de Verenigde Staten West | Clay Regazzoni  | Clay Regazzoni     | Clay Regazzoni   | Ferrari               | G      | Verslag |
| 4     | GP van Spanje                   | James Hunt      | Jochen Mass        | James Hunt       | McLaren-Ford          | G      | Verslag |
| 5     | GP van België                   | Niki Lauda      | Niki Lauda         | Niki Lauda       | Ferrari               | G      | Verslag |
| 6     | GP van Monaco                   | Niki Lauda      | Clay Regazzoni     | Niki Lauda       | Ferrari               | G      | Verslag |
| 7     | GP van Zweden                   | Jody Scheckter  | Mario Andretti     | Jody Scheckter   | Tyrrell-Ford          | G      | Verslag |
| 8     | GP van Frankrijk                | James Hunt      | Niki Lauda         | James Hunt       | McLaren-Ford          | G      | Verslag |
| 9     | GP van Groot-Brittannië         | Niki Lauda      | Niki Lauda         | Niki Lauda       | Ferrari               | G      | Verslag |
| 10    | GP van Duitsland                | Niki Lauda      | Jody Scheckter     | James Hunt       | McLaren-Ford          | G      | Verslag |
| 11    | GP van Oostenrijk               | James Hunt      | James Hunt         | John Watson      | Penske-Ford           | G      | Verslag |
| 12    | GP van Nederland                | Ronnie Peterson | Clay Regazzoni     | James Hunt       | McLaren-Ford          | G      | Verslag |
| 13    | GP van Italië                   | Jacques Laffite | Ronnie Peterson    | Ronnie Peterson  | March-Ford            | G      | Verslag |
| 14    | GP van Canada                   | James Hunt      | Patrick Depailler  | James Hunt       | McLaren-Ford          | G      | Verslag |
| 15    | GP van de Verenigde Staten      | James Hunt      | James Hunt         | James Hunt       | McLaren-Ford          | G      | Verslag |
| 16    | GP van Japan                    | Mario Andretti  | Jacques Laffite    | Mario Andretti   | Lotus-Ford            | G      | Verslag |

### Puntentelling
Punten worden toegekend aan de top zes geklasseerde coureurs. 
| Positie | 01e0 | 02e0 | 03e0 | 04e0 | 05e0 | 06e0 |
| Punten  | 9    | 6    | 4    | 3    | 2    | 1    |

### Klassement bij de coureurs
De zeven beste resultaten van de eerste acht wedstrijden en de zes beste resultaten van de laatste zeven wedstrijden tellen mee voor de eindstand.
| Pos. | Coureur                  | Grands Prix | Grands Prix | Grands Prix | Grands Prix | Grands Prix | Grands Prix | Grands Prix | Grands Prix | Grands Prix | Grands Prix | Grands Prix | Grands Prix | Grands Prix | Grands Prix | Grands Prix | Grands Prix | Punten |
| Pos. | Coureur                  | BRA         | ZAF         | VSW         | SPA         | BEL         | MON         | ZWE         | FRA         | GBR         | DUI         | OOS         | NED         | ITA         | CAN         | VST         | JPN         | Punten |
| ---- | ------------------------ | ----------- | ----------- | ----------- | ----------- | ----------- | ----------- | ----------- | ----------- | ----------- | ----------- | ----------- | ----------- | ----------- | ----------- | ----------- | ----------- | ------ |
| 1    | James Hunt               | DNFP        | 2P          | DNF         | 1P          | DNF         | DNF         | 5           | 1P          | DSQ         | 1P          | 4PS         | 1           | DNF         | 1P          | 1PS         | 3           | 69     |
| 2    | Niki Lauda               | 1           | 1S          | 2           | 2           | 1PS         | 1P          | 3           | DNFS        | 1PS         | DNF         |             |             | 4           | 8           | 3           | DNF         | 68     |
| 3    | Jody Scheckter           | 5           | 4           | DNF         | DNF         | 4           | 2           | 1P          | 6           | 2           | 2S          | DNF         | 5           | 5           | 4           | 2           | DNF         | 49     |
| 4    | Patrick Depailler        | 2           | 9           | 3           | DNF         | DNF         | 3           | 2           | 2           | DNF         | DNF         | DNF         | 7           | 6           | 2S          | DNF         | 2           | 39     |
| 5    | Clay Regazzoni           | 7           | DNF         | 1PS         | 11          | 2           | 14S         | 6           | DNF         | DNF         | 9           |             | 2S          | 2           | 6           | 7           | 5           | 31     |
| 6    | Mario Andretti           | DNF         | 6           | DNF         | DNF         | DNF         |             | DNFS        | 5           | DNF         | 12          | 5           | 3           | DNF         | 3           | DNF         | 1P          | 22     |
| 7    | John Watson              | DNF         | 5           | NC          | DNF         | 7           | 10          | DNF         | 3           | 3           | 7           | 1           | DNF         | 11          | 10          | 6           | DNF         | 20     |
| 8    | Jacques Laffite          | DNF         | DNF         | 4           | 12          | 3           | 12          | 4           | 14          | DNF         | DNF         | 2           | DNF         | 3P          | DNF         | DNF         | 7           | 20     |
| 9    | Jochen Mass              | 6           | 3           | 5           | DNFS        | 6           | 5           | 11          | 15          | DNF         | 3           | 7           | 9           | DNF         | 5           | 4           | DNF         | 19     |
| 10   | Gunnar Nilsson           |             | DNF         | DNF         | 3           | DNF         | DNF         | DNF         | DNF         | DNF         | 5           | 3           | DNF         | 13          | 12          | DNF         | 6           | 11     |
| 11   | Ronnie Peterson          | DNF         | DNF         | 10          | DNF         | DNF         | DNF         | 7           | 19          | DNF         | DNF         | 6           | DNFP        | 1S          | 9           | DNF         | DNF         | 10     |
| 12   | Tom Pryce                | 3           | 7           | DNF         | 8           | 10          | 7           | 9           | 8           | 4           | 8           | DNF         | 4           | 8           | 11          | DNF         | DNF         | 10     |
| 13   | Hans-Joachim Stuck       | 4           | 12          | DNF         | DNF         | DNF         | 4           | DNF         | 7           | DNF         | DNF         | DNF         | DNF         | DNF         | DNF         | 5           | DNF         | 8      |
| 14   | Carlos Pace              | 10          | DNF         | 9           | 6           | DNF         | 9           | 8           | 4           | 8           | 4           | DNF         | DNF         | DNF         | 7           | DNF         | DNF         | 7      |
| 15   | Alan Jones               |             |             | NC          | 9           | 5           | DNF         | 13          | DNF         | 5           | 10          | DNF         | 8           | 12          | 16          | 8           | 4           | 7      |
| 16   | Carlos Reutemann         | 12          | DNF         | DNF         | 4           | DNF         | DNF         | DNF         | 11          | DNF         | DNF         | DNF         | DNF         | 9           |             |             |             | 3      |
| 17   | Emerson Fittipaldi       | 13          | 17          | 6           | DNF         | DNQ         | 6           | DNF         | DNF         | 6           | 13          | DNF         | DNF         | 15          | DNF         | 9           | DNF         | 3      |
| 18   | Chris Amon               |             | 14          | 8           | 5           | DNF         | 13          | DNF         |             | DNF         | DNF         |             |             |             |             |             |             | 2      |
| 19   | Vittorio Brambilla       | DNF         | 8           | DNF         | DNF         | DNF         | DNF         | 10          | DNF         | DNF         | DNF         | DNF         | 6           | 7           | 14          | DNF         | DNF         | 1      |
| 20   | Rolf Stommelen           |             |             |             |             |             |             |             |             |             | 6           |             | 12          | DNF         |             |             |             | 1      |
| 21   | Harald Ertl              |             | 15          | DNQ         | DNQ         | DNF         | DNQ         | DNF         | DNF         | 7           | DNF         | 8           | DNF         | 16          | DNS         | 13          | 8           | 0      |
| 22   | Jean-Pierre Jarier       | DNFS        | DNF         | 7           | DNF         | 9           | 8           | 12          | 12          | 9           | 11          | DNF         | 10          | 19          | 18          | 10          | 10          | 0      |
| 23   | Jacky Ickx               | 8           | 16          | DNQ         | 7           | DNQ         | DNQ         |             | 10          | DNQ         |             |             | DNF         | 10          | 13          | DNF         |             | 0      |
| 24   | Larry Perkins            |             |             |             | 13          | 8           | DNQ         | DNF         |             |             |             |             | DNF         | DNF         | 17          | DNF         | DNF         | 0      |
| 25   | Henri Pescarolo          |             |             |             |             |             | DNQ         |             | DNF         | DNF         | DNQ         | 9           | 11          | 17          | 19          | NC          |             | 0      |
| 26   | Arturo Merzario          |             |             | DNQ         | DNF         | DNF         | DNQ         | 14          | 9           | DNF         | DNF         | DNF         | DNF         | DNS         | DNF         | DNF         | DNF         | 0      |
| 27   | Renzo Zorzi              | 9           |             |             |             |             |             |             |             |             |             |             |             |             |             |             |             | 0      |
| 27   | Noritake Takahara        |             |             |             |             |             |             |             |             |             |             |             |             |             |             |             | 9           | 0      |
| 29   | Michel Leclère           |             | 13          | DNQ         | 10          | 11          | 11          | DNF         | 13          |             |             |             |             |             |             |             |             | 0      |
| 30   | Brett Lunger             |             | 11          | DNQ         | DNQ         | DNF         |             | 15          | 16          | DNF         | DNF         | 10          |             | 14          | 15          | 11          |             | 0      |
| 31   | Bob Evans                |             | 10          | DNQ         |             |             |             |             |             | DNF         |             |             |             |             |             |             |             | 0      |
| 32   | Alessandro Pesenti-Rossi |             |             |             |             |             |             |             |             |             | 14          | 11          | DNQ         | 18          |             |             |             | 0      |
| 33   | Ingo Hoffmann            | 11          |             | DNQ         | DNQ         |             |             |             | DNQ         |             |             |             |             |             |             |             |             | 0      |
| 33   | Masahiro Hasemi          |             |             |             |             |             |             |             |             |             |             |             |             |             |             |             | 11S         | 0      |
| 35   | Lella Lombardi           | 14          |             |             |             |             |             |             |             | DNQ         | DNQ         | 12          |             |             |             |             |             | 0      |
| 36   | Loris Kessel             |             |             |             | DNQ         | 12          |             | DNF         | DNQ         |             |             | NC          |             |             |             |             |             | 0      |
| 36   | Alex Ribeiro             |             |             |             |             |             |             |             |             |             |             |             |             |             |             | 12          |             | 0      |
| 38   | Warwick Brown            |             |             |             |             |             |             |             |             |             |             |             |             |             |             | 14          |             | 0      |
| 39   | Guy Edwards              |             |             |             |             | DNQ         |             |             | 17          | DNF         | 15          |             |             | DNS         | 20          |             |             | 0      |
| 40   | Patrick Nève             |             |             |             |             | DNF         |             |             | 18          |             |             |             |             |             |             |             |             | 0      |
| —    | Hans Binder              |             |             |             |             |             |             |             |             |             |             | DNF         |             |             |             |             | DNF         | 0      |
| —    | Ian Ashley               | DNF         |             |             |             |             |             |             |             |             |             |             |             |             |             |             |             | 0      |
| —    | Ian Scheckter            |             | DNF         |             |             |             |             |             |             |             |             |             |             |             |             |             |             | 0      |
| —    | Boy Hayje                |             |             |             |             |             |             |             |             |             |             |             | DNF         |             |             |             |             | 0      |
| —    | Conny Andersson          |             |             |             |             |             |             |             |             |             |             |             | DNF         |             |             |             |             | 0      |
| —    | Kazuyoshi Hoshino        |             |             |             |             |             |             |             |             |             |             |             |             |             |             |             | DNF         | 0      |
| —    | Otto Stuppacher          |             |             |             |             |             |             |             |             |             |             |             |             | DNS         | DNQ         | DNQ         |             | 0      |
| —    | Emilio de Villota        |             |             |             | DNQ         |             |             |             |             |             |             |             |             |             |             |             |             | 0      |
| —    | Emilio Zapico            |             |             |             | DNQ         |             |             |             |             |             |             |             |             |             |             |             |             | 0      |
| —    | Jac Nelleman             |             |             |             |             |             |             | DNQ         |             |             |             |             |             |             |             |             |             | 0      |
| —    | Damien Magee             |             |             |             |             |             |             |             | DNQ         |             |             |             |             |             |             |             |             | 0      |
| —    | Mike Wilds               |             |             |             |             |             |             |             |             | DNQ         |             |             |             |             |             |             |             | 0      |
| —    | Divina Galica            |             |             |             |             |             |             |             |             | DNQ         |             |             |             |             |             |             |             | 0      |
| —    | Tony Trimmer             |             |             |             |             |             |             |             |             |             |             |             |             |             |             |             | DNQ         | 0      |
| Pos. | Coureur                  | BRA         | ZAF         | VSW         | SPA         | BEL         | MON         | ZWE         | FRA         | GBR         | DUI         | OOS         | NED         | ITA         | CAN         | VST         | JPN         | Punten |
| Pos. | Coureur                  | Grands Prix |             |             |             |             |             |             |             |             |             |             |             |             |             |             |             | Punten |

| Resultaat                       |
| ------------------------------- |
| Winnaar                         |
| Tweede plaats                   |
| Derde plaats                    |
| Gefinisht (punten behaald)      |
| Gefinisht (geen punten behaald) |
| Niet geklasseerd (NC)           |
| Uitgevallen (DNF)               |
| Niet gekwalificeerd (DNQ)       |
| Gediskwalificeerd (DSQ)         |
| Niet gestart (DNS)              |
| Gewond (INJ)                    |
| Uitgesloten (EX)                |
| Teruggetrokken (WD)             |
| Niet deelgenomen (blanco cel)   |
| P Pole position                 |
| S Snelste ronde                 |

### Klassement bij de constructeurs
Alleen het beste resultaat per race telt mee voor het kampioenschap.

De zeven beste resultaten van de eerste acht wedstrijden en de zes beste resultaten van de laatste zeven wedstrijden tellen mee voor de eindstand. Bij "Punten" staan getelde kampioenschapspunten gevolgd door de totaal behaalde punten tussen haakjes.
| Pos. | Constructeur       | Grands Prix | Grands Prix | Grands Prix | Grands Prix | Grands Prix | Grands Prix | Grands Prix | Grands Prix | Grands Prix | Grands Prix | Grands Prix | Grands Prix | Grands Prix | Grands Prix | Grands Prix | Grands Prix | Punten  |
| Pos. | Constructeur       | BRA         | ZAF         | VSW         | SPA         | BEL         | MON         | ZWE         | FRA         | GBR         | DUI         | OOS         | NED         | ITA         | CAN         | VST         | JPN         | Punten  |
| ---- | ------------------ | ----------- | ----------- | ----------- | ----------- | ----------- | ----------- | ----------- | ----------- | ----------- | ----------- | ----------- | ----------- | ----------- | ----------- | ----------- | ----------- | ------- |
| 1    | Ferrari            | 1           | 1S          | 1PS0        | 2           | 1PS0        | 1PS0        | 3           | DNFS        | 1PS0        | 9           | WD          | 2S          | 2           | 6           | 3           | 5           | 83      |
| 2    | McLaren-Ford       | 6P          | 2P          | 5           | 1PS0        | (6)         | 5           | 5           | 1P          | DNF         | 1P          | 4PS0        | 1           | DNF         | 1P          | 1PS0        | 3           | 74 (75) |
| 3    | Tyrrell-Ford       | 2           | 4           | 3           | DNF         | 4           | 2           | 1P          | 2           | 2           | 2S          | 11          | 5           | 5           | 2S          | 2           | 2           | 71      |
| 4    | Lotus-Ford         | DNF         | 10          | DNF         | 3           | DNF         | DNF         | DNFS        | 5           | DNF         | 5           | 3           | 3           | 13          | 3           | DNF         | 1P          | 29      |
| 5    | Penske-Ford        | DNF         | 5           | NC          | DNF         | 7           | 10          | DNF         | 3           | 3           | 7           | 1           | DNF         | 11          | 10          | 6           | DNF         | 20      |
| 6    | Ligier-Matra       | DNF         | DNF         | 4           | 12          | 3           | 12          | 4           | 14          | DSQ         | DNF         | 2           | DNF         | 3P          | DNF         | DNF         | 7S          | 20      |
| 7    | March-Ford         | 4           | 8           | 10          | DNF         | DNF         | 4           | 7           | 7           | DNF         | DNF         | 6           | 6P          | 1S          | 9           | 5           | DNF         | 19      |
| 8    | Shadow-Ford        | 3S          | 7           | 7           | 8           | 9           | 7           | 9           | 8           | 4           | 8           | DNF         | 4           | 8           | 11          | 10          | 10          | 10      |
| 9    | Brabham-Alfa Romeo | 10          | DNF         | 9           | 4           | DNF         | 9           | 8           | 4           | 8           | 4           | DNF         | DNF         | DNF         | 7           | DNF         | DNF         | 9       |
| 10   | Surtees-Ford       |             | 11          | NC          | 9           | 5           | DNF         | 13          | 16          | 5           | 10          | 9           | 8           | 12          | 15          | 8           | 4           | 7       |
| 11   | Fittipaldi-Ford    | 11          | 17          | 6           | DNF         | DNQ         | 6           | DNF         | DNF         | 6           | 13          | DNF         | DNF         | 15          | DNF         | 9           | DNF         | 3       |
| 12   | Ensign-Ford        |             |             | 8           | 5           | DNF         | 13          | DNF         | 18          | DNF         | DNF         | DNF         | DNF         | 10          | 13          | DNF         | WD          | 2       |
| 13   | Parnelli-Ford      |             | 6           | DNF         |             |             |             |             |             |             |             |             |             |             |             |             |             | 1       |
| 14   | Hesketh-Ford       |             | 15          | DNQ         | DNQ         | DNF         | DNQ         | DNF         | 17          | 7           | 15          | 8           | 12          | 16          | 20          | 12          | 8           | 0       |
| 15   | Wolf-Williams-Ford | 8           | 13          | DNQ         | 7           | 11          | 11          | DNF         | 10          | DNQ         | DNF         | DNF         | DNF         | DNQ         | DNF         | 14          | DNF         | 0       |
| 16   | Boro-Ford          |             |             |             | 13          | 8           | DNQ         | DNF         |             |             | WD          |             | DNF         | DNF         |             |             |             | 0       |
| 17   | Williams-Ford      | 9           |             |             | DNQ         |             |             |             |             |             |             |             |             |             |             |             |             | 0       |
| 18   | Kojima-Ford        |             |             |             |             |             |             |             |             |             |             |             |             |             |             |             | 11          | 0       |
| 19   | Brabham-Ford       |             |             |             | DNQ         | 12          |             | DNF         | DNQ         | DNF         | DNQ         | 12          |             | DNF         |             |             | WD          | 0       |
| —    | BRM                | DNF         |             |             |             |             |             |             |             |             |             |             |             |             |             |             |             | 0       |
| —    | Maki-Ford          |             |             |             |             |             |             |             |             |             |             |             |             |             |             |             | DNQ         | 0       |
| Pos. | Constructeur       | BRA         | ZAF         | VSW         | SPA         | BEL         | MON         | ZWE         | FRA         | GBR         | DUI         | OOS         | NED         | ITA         | CAN         | VST         | JPN         | Punten  |
| Pos. | Constructeur       | Grands Prix |             |             |             |             |             |             |             |             |             |             |             |             |             |             |             | Punten  |

| Resultaat                       |
| ------------------------------- |
| Winnaar                         |
| Tweede plaats                   |
| Derde plaats                    |
| Gefinisht (punten behaald)      |
| Gefinisht (geen punten behaald) |
| Niet geklasseerd (NC)           |
| Uitgevallen (DNF)               |
| Niet gekwalificeerd (DNQ)       |
| Gediskwalificeerd (DSQ)         |
| Niet gestart (DNS)              |
| Gewond (INJ)                    |
| Uitgesloten (EX)                |
| Teruggetrokken (WD)             |
| Niet deelgenomen (blanco cel)   |
| P Pole position                 |
| S Snelste ronde                 |

## Trivia
- In oktober 2013 werd de film Rush uitgebracht over de strijd in 1976 tussen James Hunt en Niki Lauda. Lauda wordt hierin vertolkt door Daniel Brühl, Hunt door Chris Hemsworth.

1950 · 1951 · 1952 · 1953 · 1954 · 1955 · 1956 · 1957 · 1958 · 1959 · 1960 · 1961 · 1962 · 1963 · 1964 · 1965 · 1966 · 1967 · 1968 · 1969 · 1970 · 1971 · 1972 · 1973 · 1974 · 1975 · 1976 · 1977 · 1978 · 1979 · 1980 · 1981 · 1982 · 1983 · 1984 · 1985 · 1986 · 1987 · 1988 · 1989 · 1990 · 1991 · 1992 · 1993 · 1994 · 1995 · 1996 · 1997 · 1998 · 1999 · 2000 · 2001 · 2002 · 2003 · 2004 · 2005 · 2006 · 2007 · 2008 · 2009 · 2010 · 2011 · 2012 · 2013 · 2014 · 2015 · 2016 · 2017 · 2018 · 2019 · 2020 · 2021 · 2022 · 2023 · 2024 · 2025 · 2026 
 Lijst van Formule 1 Grand Prix-wedstrijden